# Siria en los Juegos Olímpicos de la Juventud 2018
Siria compitió en los Juegos Olímpicos de la Juventud 2018 en Buenos Aires, Argentina, celebrados entre el 6 y el 18 de octubre de 2018. Su delegación estuvo conformada por tres atletas en tres disciplinas y no pudo obtener medallas en las justas deportivas.

## Medallero
| Medalla       | Oro | Plata | Bronce | Total |
| ------------- | --- | ----- | ------ | ----- |
| Total oficial | 0   | 0     | 0      | 0     |

## Disciplinas

### Atletismo
Siria clasificó a una atleta en esta disciplina.
- 1500 m femenino - 1 atleta

### Ecuestre
Siria clasificó a un corredor en base a su clasificación en el Ranking FEI World Jumping Challenge.
- Salto individual - 1 atleta

### Triatlón
Siria clasificó a un atleta por su desempeño en el Clasificatorio Asiático para los Juegos Olímpicos de la Juventud 2018.
- Individual masculino - 1 plaza